# Die fünf Geächteten
Die fünf Geächteten (Originaltitel: Hour of the Gun) ist ein amerikanischer Western aus dem Jahre 1967. Regie führte John Sturges. Es ist dies die zweite Verfilmung der Schießerei am O. K. Corral durch John Sturges nach dem Western Zwei rechnen ab aus dem Jahre 1957. Der deutsche Titel bezieht sich auf die vier an dem Mord an Virgil Earp Beteiligten und deren Auftraggeber.

## Inhalt
Am O. K. Corral in Tombstone (Arizona) kommt es am 26. Oktober 1881 zu einem Schusswechsel zwischen den Brüdern Wyatt, Virgil und Morgan Earp sowie dem Hilfssheriff Doc Holliday einerseits und William („Billy“) und Ike Clanton, Johnny Ringo, Tom und Frank McLowery andererseits. Dabei werden Billy Clanton und die McLowery-Brüder getötet; Virgil und Morgan werden verletzt.
Nach der Schießerei strengt Clanton einen Gerichtsprozess gegen die Earps und Holliday wegen Mordes an. Diese werden wegen erwiesener Unschuld freigesprochen. Clanton will sich nun an den Earps rächen.
Virgil kandidiert für eine Wiederwahl als Tombstone City Marshal. Er wird aus dem Hinterhalt von Clantons Spießgesellen angeschossen, überlebt schwer verletzt, wird sich aber nie mehr ganz erholen. Ein Zeuge der Tat nennt Wyatt die Täter – Frank Stilwell, William Brocius, Pete Spence und Andy Warshaw –, traut sich aber nicht, im folgenden Gerichtsprozess auszusagen. Auch aufgrund falscher Zeugenaussagen von Clantons Männern ist ein vorsätzlicher Mordanschlag nicht nachzuweisen, und die Angeklagten werden freigesprochen.
Daraufhin kandidiert Morgan für das Marshalamt. Während er am Wahltag auf das Ergebnis wartet, wird er hinterrücks durch ein Fenster erschossen. Unmittelbar vor seinem Tod erfährt er noch, dass er die Wahl gewonnen hat. Nun wird sein Gegenkandidat, Spence, der neue Marshal.
Wyatt will Virgil und seine Familie zu ihrer Sicherheit mit dem Zug nach Kalifornien bringen. Noch im Zug bekommt er ein Telegramm mit der Nachricht über seine Ernennung zum Deputy U.S. Marshal sowie dem Auftrag, Stilwell, Brocius, Spence und Warshaw zu verhaften. Bei einem Halt in Tucson informiert ihn der örtliche Marshal, Sherman McMasters, dass Clanton Stilwell und zwei weitere seiner Männer nach Tucson geschickt hat. Die drei haben sich bereits auf dem Bahngelände versteckt. Es gelingt Wyatt, Stilwell und einen weiteren Mann zu überraschen und zu erschießen. Als er in Tombstone aus dem Zug steigt, erfährt er, dass Clanton einen Haftbefehl gegen ihn wegen Mordes an Stilwell erwirkt hat. Da es den von Clanton kontrollierten circa 20 Hilfssheriffs am Bahnsteig aber nicht darum geht, ihn zu verhaften, steigt er wieder in den Zug. Holliday stellt eine kleine Truppe aus zwei zu stellvertretenden Deputy U.S. Marshals ernannten Männern zusammen; McMasters begleitet sie.
Fahrer und Beifahrer einer Postkutsche werden erschossen und die transportierten Lohngelder geraubt. Wyatt findet Spence und übergibt ihm den Haftbefehl. Nachdem er in Spences‘ Tasche auf das geraubte Geld stößt, greift Spence zum Gewehr. Wyatt erschießt ihn.
Holliday kann Brocius stellen und dessen zwei Begleiter in Notwehr erschießen. Wyatt kommt rechtzeitig hinzu, um Holliday zu retten, indem er Brocius erschießt.
Wyatt bringt Warshaw dazu, seine Waffe zuerst zu ziehen, und erschießt ihn mit sechs Schüssen. Holliday wirft ihm vor, dass die sogenannten Haftbefehle in Wirklichkeit Jagdscheine seien. Bei dem Streit verlassen Holliday die Kräfte. Wyatt will ihn nach Colorado in das Glenwood Sanatorium bringen.
Clanton beauftragt seine Leute, Wyatt vor der Grenze abzufangen – er will ihn „tot und kalt“. Die führenden Bürger der Stadt um Horace Sullivan bestechen Clantons Männer um Jimmy Bryan, und Clanton setzt sich nach Mexiko ab. Wyatt informieren sie, dass seine Ernennung zum Chief U.S. Marshal bereits in Washington liegt, und dass er Generaladjutant von Arizona werden könne. Er bittet sich Bedenkzeit aus.
Wyatt und Holliday fahren nach Mexiko, wo Clantons Männer Rinder stehlen. Unterstützt von den mexikanischen Behörden, wollen sie Clanton verhaften. Nachdem ihre beiden Zeugen aber getötet wurden, scheitert dieser Plan. So suchen sie Clanton alleine auf. Beim Showdown wirft Wyatt seinen Sheriff-Stern weg und erschießt Clanton im Duell. Holliday kehrt zurück ins Sanatorium. Wyatt nimmt das Angebot in Tombstone nicht an und „steigt ganz aus“.

## Kritik
„Spannender, psychologischer Western über die berühmt-berüchtigte Auseinandersetzung (im Jahre 1881) zwischen der Clanton-Bande und Wyatt Earp, wobei der Gesetzeshüter, der historischen Wahrheit wohl eher entsprechend, als zwielichtiger, von Rache getriebener Charakter erscheint; John Sturges' entmythologisierte Version seines eigenen Films ‚Zwei rechnen ab‘ von 1957.“